# 1849 год в театре
1849 год в театре

## События
- 22 февраля — цензура запрещает публикацию комедии Ивана Тургенева «Нахлебник».

### Постановки
- 3 января — премьера оперы Амбруаза Тома «Каид[англ.]», либретто Тома Соважа, дирижёр Теофиль Тильман («Опера-Комик», Париж).
- 19 января — премьера балета Артура Сен-Леона «Скрипка дьявола[фр.]», музыка Цезаря Пуни (Театр Ле Пелетье, Париж).
- 19 января — Мариус Петипа перенёс в Большой театр свою версию балета «Сатанилла», премьера дана в бенефис танцовщицы Елены Андреяновой.
- 27 января — премьера оперы Джузеппе Верди «Битва при Леньяно», либретто Сальваторе Каммарано («Театро Арджентина», Рим).
- 31 января — «Лекарь поневоле» Мольера в Малом театре, в бенефис М. С. Щепкина.
- 4 февраля — Жюль Перро перенёс в Санкт-Петербург свой балет «Катарина» (1844).
- 8 октября — премьера балета Жюля Перро «Питомица фей» на музыку Адольфа Адана, в главной партии Карлотта Гризи (Театр Ле Пелетье, Париж).
- 6 октября — «Скапеновы обманы» в Малом театре, в бенефис Прова Садовского.
- премьера оперы «Фенелла» в Большом театре, режиссёр Павел Щепин (Москва).
- премьера балета Жюля Перро и Мариуса Петипа «Швейцарская молочница», в бенефис Мариуса Петипа (Большой театр, Санкт-Петербург).

## Деятели театра
- Иван Тургенев написал пьесы «Завтрак у предводителя» и «Холостяк».
- Теофиль Тильман стал главным дирижёром театра «Опера-Комик».

### Родились
- 9 января, Богота — Эпифанио Гарай, оперный певец.
- 7 [19] января, Новомиргород — Владимир Давыдов, актёр, режиссёр и педагог.
- 22 января, Стокгольм — Август Стриндберг, драматург, основоположник современного шведского театра.
- 18 июня, Бохня — Эммануэль Райхер[англ.], немецкий актёр, основатель Высшей школы драматического искусства в Берлине.
- 13 [25] июня, Москва — Ольга Садовская, актриса Малого театра.

### Скончались
- 8 февраля, Париж — Франсуа-Антуан Абенек, дирижёр.
- 1 [13] марта, Санкт-Петербург — Екатерина Семёнова, актриса Александринского театра.
- 4 марта, Кёзлин — Генриетта Гендель-Шютц, актриса, исполнительница живых картин.